# アニーポンプ
アニーポンプ（ANNY PUMP）は、いつきとマナミからなる日本の女性ボーカルユニット。所属レコード会社はユニバーサルミュージック。

## 概要
いつきとマナミ、共に幼少期より音楽に触れながら育ってきた。マナミは中学時代に父親から貰ったクラシックギターを手にしたことで弾き語りを始める。やがて、自ら作詞作曲を始めるもののライブハウスへの出演等はなく、路上ライブを中心に本格的な音楽活動を始める。いつきは小学時代に祭りの鼓笛隊に入ったり、合唱部に所属したりと、深く音楽と関わってきた。兄がエレキギターをもっており、教えてもらうも興味が出ずにボーカルのみに専念していた。ある日、路上ライブを敢行していたマナミにいつきが偶然出会う形で遭遇、マナミはいつきの友達の友達であった。次第に面識を深めるうちに意気投合していき「アニーポンプ」を結成した。「アニーポンプ」という名前は、いつきが寝言で発した言葉に由来する。略称は「アニポン」「あにぽん」。
2010年にメジャーデビューするものの、マナミは2011年10月より、シンガーソングライターで結成されたユニット「Goose house」のオーディションに合格し、第3期メンバー（住人）として、後にシンガーソングライターとなる沙夜香と共に加入。一方、いつきも音楽グループ「ペスカモシャス」の第2期生として所属し、グループとしてのアニーポンプは事実上活動を終了している。

## メンバー
- いつき

8月31日生まれ、出生地は愛知県。徳島県と千葉県育ち。
ギター、ボーカル担当。
血液型A型。愛称「いっちゃん」。立ち位置は向かって左。
好きなものは、バッティングセンター、お酒、緑色の野菜。
チャームポイントは土踏まずと歯並び。
特技は、寝言、迷子、携帯を壊す。
2012年には音楽ユニット「Chris van cornell」にも所属していた(現在は脱退している)。
現在は音楽ユニット「ペスカモシャス」に所属している。
- マナミ

1984年11月13日生まれ、千葉県出身。
ギター、ボーカル担当。
血液型O型。愛称「マナミ、マナミ虫」。立ち位置は向かって右。
影響を受けた歌手は、スーザン・ケイグル、ミシェル・ブランチ、アナム&マキ。
好きなものは、猫、絵、酒、じゃがいも。
2011年10月 - 2018年11月、シンガーソングライターで結成されたユニット「Goose house」に所属していた。
現在はGoose houseに過去所属していたメンバーらによる新プロジェクト『Play.Goose』のコアメンバーとして活動する他、ソロでのライブも活発に行っている。
2013年、Goose house在籍中に自身が中心のバンド「THE KERTI OKKAR」を結成、ミニアルバムを一枚リリースしたが、Goose houseのメジャーデビューに伴い自然消滅した。

## ディスコグラフィ
マナミのGoose houseとしてのリリースはGoose houseの項を、Play.GooseとしてのリリースはPlay.Gooseの項を参照。
このほか、インディーズ時代にシングルを三枚リリースしている。

### シングル
| 枚  | リリース日    | タイトル                                             | 規格品番  |
| --- | ------------- | ---------------------------------------------------- | --------- |
| 1st | 2010年2月24日 | ないていたいよ / アニーポンプ feat. GooF from SOFFet | UPCH-5642 |
| 2nd | 2010年4月7日  | こくはく 〜give me a chance〜                        | UPCH-5646 |

### アルバム
| 枚  | リリース日    | タイトル | 規格品番  |
| --- | ------------- | -------- | --------- |
| 1st | 2010年5月19日 | あにぽん | UPCH-1774 |

## ライブ

### ワンマンライブ
- アニポンcafe Vol.1 〜紅茶でキレイになろう!〜
渋谷サクラ・フルール青山（2010年3月4日）
- アニポンcafe Vol.2
渋谷サクラ・フルール青山（2010年4月8日）
- アニポンcafe vol.3 〜お花のある癒しの生活をしよう！〜
渋谷サクラ・フルール青山（2010年5月13日）
- アニポンcafe vol.4
渋谷サクラ・フルール青山（2010年6月10日）
- アニポンcafe vol.5 〜芯のある女性になろう〜
渋谷サクラ・フルール青山（2010年7月8日）

### 出演コンサート
- ちゅーピーさくらライブ
広島県ちゅーピーパーク芝生広場（2010年4月4日）
- 2010ひろしまフラワーフェスティバル
広島県（2010年5月3日・4日）
- shibuya eggman presents "CONCENTRATE vol.42" 
shibuya eggman（2010年7月13日）
- 『BORN BONE MEAT』〜all night〜
UNDERDEER LOUNGE（2010年7月23日）
- 仙台七夕まつり Date fm 夕涼みコンサート 2010
仙台市勾当台公園（2010年8月7日）

## タイアップ
| 楽曲                            | タイアップ                         |
| ------------------------------- | ---------------------------------- |
| 世界が敵になっても              | 映画『恋極星』挿入歌               |
| 駒場東大前駅 〜キミに会いたい〜 | 東京大学第60回駒場祭イメージソング |